# 张清化
张清化（1915年—2002年），男，直隶（今河北）获鹿人，中华人民共和国军事人物，中国人民解放军少将，曾任中国人民解放军总参谋部测绘局局长兼测绘学院院长。